# Smithsonian Institution
La Smithsonian Institution è un'organizzazione di istruzione e ricerca con annesso un importante museo, amministrato e finanziato dal governo degli Stati Uniti. Fondata durante la presidenza di James Knox Polk, la sede principale si trova a Washington, ma gestisce 19 musei siti negli stati di New York, Virginia, Panama e altri. Ha circa 142 milioni di pezzi nelle sue collezioni. Questi numeri fanno della Smithsonian Institution il più grande complesso di musei al mondo.
Un mensile pubblica i report della Smithsonian Institution: lo Smithsonian. L'istituzione controlla la storica etichetta discografica Folkways Records (ora Smithsonian Folkways Recordings).

## Storia
La Smithsonian Institution fu fondata per la promozione del sapere negli Stati Uniti dallo scienziato britannico James Smithson (1765–1829). Nel 1835, il presidente degli Stati Uniti Andrew Jackson informò il Congresso della donazione di 500000 $ (circa 9235277 $ calcolati nella valuta del 2005).
Otto anni dopo, il Congresso stabilì per la Smithsonian Institution, una partecipazione ibrida pubblico/privata, e l'atto definitivo fu siglato il 10 agosto 1846 da James Polk.
La sede principale, lo Smithsonian Institution Building, è chiamata "il castello" per la sua architettura. È stata progettata dall'architetto James Renwick Jr e completata nel 1855.
Nell'ottobre 2022 lo Smithsonian ha restituito 29 bronzi del Benin alla Nigeria.

### Segretari dello Smithsonian
1. Joseph Henry, 1846-1878
2. Spencer Fullerton Baird, 1878-1887
3. Samuel Pierpont Langley, 1887-1906
4. Charles Doolittle Walcott, 1907-1927
5. Charles Greeley Abbot, 1928-1944
6. Alexander Wetmore, 1944-1952
7. Leonard Carmichael, 1953-1964
8. Sidney Dillon Ripley, 1964-1984
9. Robert McCormick Adams, 1984-1994
10. I. Michael Heyman, 1994-1999
11. Lawrence M. Small, 2000-2007
12. Cristián Samper, 2007-2008
13. G. Wayne Clough, 2008-2019
14. Lonnie Bunch, 2019–

## Musei Smithsonian
- Anacostia Museo e Centro per la storia e cultura americana e africana
- Arthur M. Sackler Gallery
- Arts and Industries Building
- Cooper-Hewitt, National Design Museum
- Freer Gallery of Art
- Hirshhorn Museum and Sculpture Garden
- National Air and Space Museum
  - Steven F. Udvar-Hazy Center (annesso al Aeroporto Internazionale di Washington-Dulles a Chantilly, Virginia)
- Museo nazionale di storia e cultura afroamericana
- National Museum of African Art
- National Museum of American History
- National Museum of the American Indian
- National Museum of Natural History
- National Portrait Gallery
- National Postal Museum
- Smithsonian National Zoological Park
- S. Dillon Ripley Center
- Smithsonian American Art Museum
- Smithsonian Institution Building
- National Gallery of Art (affiliata allo Smithsonian)

## Centri di Ricerca Smithsonian
Lista dei centri di Ricerca Smithsonian, con i musei affiliati.
- Smithsonian Astrophysical Observatory e l'associato Harvard-Smithsonian Center for Astrophysics
- Carrie-Bow Marine Field Station (Museo di Storia naturale)
- Center For Earth and Planetary Studies (Air and Space Museum)
- Conservation and Research Center (National Zoo)
- Smithsonian Environmental Research Center
- Marine Station at Fort Pierce (Museo di Storia naturale)
- Migratory Bird Center (National Zoo)
- Museum Conservation Institute
- Smithsonian Tropical Research Institute
- Woodrow Wilson International Center for Scholars
- Smithsonian Institution Libraries
- Center for Folklife and Cultural Heritage